# Невесинли Салих-паша
Невесинли Салих-паша (босн. Salih-paša Nevesinjac; тур. Nevesinli Salih Paşa, умер 16 сентября 1647 года) — турецкий государственный деятель, 98-й великий визирь Османской империи в 1645—1647 годах.

## Назначение великим визирем
Невесинли Салих-паша родился около 1600 года. О его ранней жизни практически ничего неизвестно. Салих-паша происходил родом из боснийского города Невесине, расположенного в Герцеговинском санджаке в Боснийском эялете. Он был сыном Нигели Мустафы-паши. Во время правления султана Мурада IV Салих-паша был государственным служащим, специализирующимся на казначействе. С приходом к власти Ибрагима I Салих-паша в 1644 году был назначен дефтердаром — высшим должностным лицом в казначействе. В 1645 году великий визирь Султанзаде Мехмед-паша был отстранён с должности. Султан пытался назначить на этот пост Юсуфа-пашу. Однако тот не согласился. Тогда, 17 декабря 1645 года, Ибрагим I назначил великим визирем Салиха-пашу.
В это время в Османской империи наиболее важной проблемой стала Критская война, начавшаяся в декабре 1645 года. Остров был колонией Венецианской республики с первой половине XVII века. Салих-паша послал бывшего великого визиря Султанзаде Мехмеда-пашу на Крит в качестве генерального командующего. Однако, уже в июле 1646 года Мехмед-паша умер. Следующим командующим был назначен Гази Хусейн-паша. Ему удалось захватить у Венеции город Ретимнон. В то же время другой важной проблемой Османской империи было непослушание своего грузинского вассала — княжества Мегрелии (также известного как Самегрело). Но и тут великому визирю Салиху-паше сопутствовал успех и он смог поддержать в княжестве полный порядок.

## Самозванцы при дворе великого визиря
При дворе великого визиря проживали 2 самозванца, выдававших себя за московских царевичей. Первым из них был Тимофей Анкудинов, выдававший себя за царевича Ивана Шуйского — несуществующего сына русского царя Василия IV Шуйского. Вторым самозванцем являлся Иван Вергунёнок, который выдавал себя за царевича Ивана Дмитриевича — сына Лжедмитрия II и Марины Мнишек. Прибыв в Стамбул в 1646 году, русские послы Телепнев и Кузовлев стали добиваться выдачи этих «воров». И хотя Анкудинова убрали со двора великого визиря, убедившись, что «человек этот лукавый», то по вопросу лже-Ивана Дмитриевича, Салих-паша пришёл к заключению об истинности «царевича». Однако, все же и Вергунёнок вскоре впал в немилость и был арестован турецкими властями за буйный нрав.

## Смерть
По словам австрийского востоковеда Йозефа фон Хаммера-Пургшталя, султан Ибрагим I, страдающий приступами безумия, отдал строгий приказ, запрещающий любые конные повозки в османской столице Стамбуле. Однако его приказ был нарушен. В то же время, султан узнал, что Невесинли, войдя в сговор с матерью Ибрагима I Кёсем-султаной, стал планировать низложение османского султана из-за его безумного нрава. В связи с этим, Ибрагим I приказал казнить своего великого визиря Салиха-пашу. Таким образом, Невесинли был арестован и казнен 16 сентября 1647 года.